# جایزه بین‌المللی اکتا برای بهترین بازیگر نقش مکمل مرد
جایزه بین‌المللی اکتا برای بهترین بازیگر نقش مکمل مرد تقدیری است که توسط آکادمی هنرهای سینمایی و تلویزیونی استرالیا (AACTA)، سازمان غیرانتفاعی که هدف آن «شناسایی، تشویق، ترویج و تجلیل بزرگ‌ترین دستاوردهای استرالیا در فیلم و تلویزیون است»، اهدا می‌شود. این جایزه در مراسم سالانه جوایز بین‌المللی اکتا و به‌جهت پاداش دادن به دستاوردهای فیلم بلند، فارغ از کشوری که فیلم در آن ساخته شده، ارائه می‌شود. برندگان و نامزدها توسط بخش بین‌المللی آکادمی که شامل هشتاد نفر از اعضای فیلمسازان و مدیران استرالیایی است، تعیین می‌شوند. این جایزه اولین بار در سال ۲۰۱۳ (برای فیلم‌هایی که در سال ۲۰۱۲ منتشر شده‌بودند)، به‌عنوان جایزه اختیاری به رابرت دنیرو، به‌عنوان اولین دریافت‌کننده اهدا شد.

## برندگان و نامزدها
در جدول زیر، فهرست سال‌ها منطبق با سال انتشار فیلم است؛ مراسم در سال پس از آن برگزار شده‌است. بازیگری که نامش پررنگ و در زمینه آبی تیره است، یک جایزه ویژه را دریافت کرده‌است؛ آن‌هایی که پررنگ و در زمینه زرد قرار گرفته‌اند، جایزه معمولی را دریافت کرده‌اند. آن‌هایی که نه نام‌شان پررنگ شده و نه در زمینه رنگی قرار دارند، نامزدها هستند. هنگامی که جدول بر اساس زمان مرتب‌سازی می‌شود، اغلب نام برندگان در ابتدا و پس از آن نام نامزدها قرار می‌گیرد.

### دهه ۲۰۱۰
| سال            | بازیگر                           | فیلم                          | نفش |
| -------------- | -------------------------------- | ----------------------------- | --- |
| ۲۰۱۲ (دوم)     |                                  |                               |     |
| رابرت دنیرو    | دفترچه امیدبخش                   | پاتریزیو «پت» سولیتانو، سنیور |     |
| ۲۰۱۳ (سوم)     |                                  |                               |     |
| مایکل فاسبندر  | ۱۲ سال بردگی                     | ادوین اپس                     |     |
| بردلی کوپر     | حقه‌بازی آمریکایی                 | ریچارد «ریچی» دی‌ماسو          |     |
| جوئل اجرتون    | گتسبی بزرگ                       | تام بوچانان                   |     |
| جرد لتو        | باشگاه خریداران دالاس            | رایون                         |     |
| جفری راش       | کتاب‌دزد                          | هانس هابرمن                   |     |
| ۲۰۱۴ (چهارم)   |                                  |                               |     |
| جی. کی. سیمونز | ویپلش                            | ترنس فلچر                     |     |
| ایثن هاک       | پسرانگی                          | میسون ایوانز، سنیور           |     |
| ادوارد نورتون  | بردمن                            | مایک شاینر                    |     |
| مارک رافلو     | فاکس‌کچر                          | دیو شولتز                     |     |
| اندی سرکیس     | طلوع سیاره میمون‌ها               | سزار                          |     |
| ۲۰۱۵ (پنجم)    |                                  |                               |     |
| مارک رایلنس    | پل جاسوس‌ها                       | رودلف ایبل                    |     |
| کریستین بیل    | رکود بزرگ                        | Michael Burry                 |     |
| پل دینو        | عشق و بخشش                       | برایان ویلسون                 |     |
| بنیسیو دل تورو | سیکاریو                          | آلخاندرو گیلیک                |     |
| جوئل اجرتون    | عشاء ربانی سیاه                  | John Connolly                 |     |
| ۲۰۱۶ (ششم)     |                                  |                               |     |
| دو پتل         | شیر                              | Saroo Brierley                |     |
| ماهرشالا علی   | مهتاب                            | خوآن                          |     |
| جف بریجز       | اگر سنگ از آسمان ببارد           | مارکوس همیلتون                |     |
| لوکاس هجز      | منچستر بای د سی                  | پاتریک چندلر                  |     |
| مایکل شنون     | حیوانات شب‌زی                     | کارآگاه بابی آندس             |     |
| ۲۰۱۷ (هفتم)    |                                  |                               |     |
| سم راکول       | سه بیلبورد خارج از ابینگ، میزوری | افسر جیسون دیکسون             |     |
| ویلم دفو       | پروژه فلوریدا                    | بابی هیکس                     |     |
| آرمی همر       | مرا با نامت صدا کن               | اولیور                        |     |
| تام هاردی      | دانکرک                           | فاریِر                         |     |
| بن مندلسون     | تاریک‌ترین لحظات                  | جرج ششم                       |     |
| ۲۰۱۸ (هشتم)    |                                  |                               |     |
| ماهرشالا علی   | کتاب سبز                         | دان شرلی                      |     |
| تیموتی شالامی  | پسر زیبا                         | نیک شف                        |     |
| جوئل اجرتون    | پسر پاک شد                       | ویکتور سایکس                  |     |
| سم الیوت       | ستاره‌ای متولد شده است            | بابی مِین                      |     |
| سم راکول       | معاون                            | جرج دابلیو. بوش               |     |
| ۲۰۱۹ (نهم)     |                                  |                               |     |
| برد پیت        | روزی روزگاری در هالیوود          | کلیف بوث                      |     |
| جان لیسگو      | بامب‌شل                           | راجر ایلز                     |     |
| آل پاچینو      | مرد ایرلندی                      | جیمی هوفا                     |     |
| جو پشی         | مرد ایرلندی                      | راسل بوفالینو                 |     |
| سونگ کانگ هو   | انگل                             | کیم کی تک                     |     |

### دهه ۲۰۲۰
| سال             | بازیگر             | فیلم                        | نقش |
| --------------- | ------------------ | --------------------------- | --- |
| ۲۰۲۰ (دهم)      |                    |                             |     |
| ساشا بارون کوهن | دادگاه شیکاگو هفت  | ابی هافمن                   |     |
| چادویک بوزمن    | ۵ هم‌خون            | «استورمین» نورمن ارل هالووی |     |
| بن مندلسون      | Babyteeth          | هنری فینلی                  |     |
| مارک رایلنس     | دادگاه شیکاگو هفت  | William Kunstler            |     |
| دیوید استراترن  | سرزمین خانه‌به‌دوش‌ها | دیوید                       |     |